# Claudia Black
Claudia Lee Black (Sydney, 11 ottobre 1972) è un'attrice australiana, nota principalmente per le sue interpretazioni nei telefilm di fantascienza Farscape e Stargate SG-1.

## Biografia
Claudia Lee Black è nata e cresciuta a Sydney, Australia. Ha frequentato la Kambala Girls School, a Sydney. Ha vissuto in Europa, Nuova Zelanda e Inghilterra.

### Carriera
Claudia Black ha partecipato a programmi televisivi e film australiani. Ha interpretato un'ermafrodita chiamata Jill Mayhew nella serie televisiva australiana Good Guys Bad Guys. Ha anche avuto un ruolo principale in una soap opera neozelandese chiamata City Life nel ruolo dell'avvocato greco Angela Kostapas.
Per il suo ruolo in Farscape, la Black è stata candidata come migliore attrice per i Saturn Award nel 2001 e nel 2002, e ha vinto un altro premio nel 2005. È apparsa nei film La regina dei dannati e Pitch Black. È apparsa anche nei panni di Vala Mal Doran nell'ottava e nona stagione di Stargate SG-1, divenendo parte del cast fisso dall'inizio della decima stagione.
Alla fine del 2007 nella serie televisiva Life era nel cast nel ruolo di Jennifer Conover nel primo episodio. A causa della seconda gravidanza di Claudia Black, la parte fu assegnata a Jennifer Siebel quando la serie fu ripresa. Curiosamente, la NBC continuò ad usare l'icona della Black, e non quella della Siebel, mentre promuovevano il debutto.
Molto popolare alle convention di fantascienza, Claudia ha mostrato il suo talento di cantante e chitarrista durante la convention di Farscape.
La Black è anche apparsa in teatro. Ha interpretato Portia in una tournée de Il mercante di Venezia. Ha anche preso parte a Spotlight On Women, Il ritratto di Dorian Gray, Loose Ends, e Pick Ups per il Belvoir Street Theatre; Little Women e The World Knot per la Bicentennial Opera.
Claudia è anche una cantante professionista di jazz e musica classica e spesso è acclamata per la sua voce esotica.
Nel 2015 prende parte alla seconda stagione serie televisiva The Originals, interpretando il ruolo della strega Dahlia.
Nella serie televisiva Containment ottiene il ruolo della dott.ssa Sabine Lommers.

## Vita privata
A causa delle miniserie Farscape: The Peacekeeper Wars, Claudia posticipò la sua luna di miele nel 2004.
Secondo un'intervista di TV Guide, Claudia diede alla luce un bimbo nel dicembre 2005. Si mostrò poi incinta nella storia di Stargate SG-1 all'inizio dell'episodio Crusade. Secondo il collega di SG1 Michael Shanks, Claudia diede alla luce la sua seconda figlia nel novembre 2007.

## Filmografia

### Attrice

#### Cinema
- Pitch Black, regia di David Twohy (2000)
- La regina dei dannati (Queen of the Damned), regia di Michael Rymer (2002)
- Stargate: L'arca della verità (Stargate: The Ark of Truth), regia di Robert C. Cooper (2008)
- Stargate: Continuum, regia di Brad Wright (2008)
- Rango, regia di Gore Verbinski (2011)
- Deus - La Sfera Oscura, regia di Steve Stone (2022)

#### Televisione
- Home and Away – serial TV, 2 puntate (1992)
- Seven Deadly Sins – miniserie TV, 1 puntata (1993)
- G.P. – serie TV, episodio 5x06 (1993)
- Polizia squadra soccorso (Police Rescue) – serie TV, episodio 3x12 (1993)
- Wandin Valley (A Country Practice) – serie TV, 4 episodi (1993)
- A Country Practice – serie TV, 30 episodi (1994)
- City Life – serial TV, 26 puntate (1996-1998)
- Amazon High, regia di Michael Hurst – film TV (1997)
- Water Rats – serie TV, episodio 2x21 (1997)
- Hercules (Hercules: the Legendary Journeys) – serie TV, episodi 3x22, 4x10 (1997-1998)
- Good Guys, Bad Guys – serie TV, episodio 2x05 (1998)
- A Twist in the Tale – serie TV, episodio 1x01 (1999)
- Farscape – serie TV, 88 episodi (1999-2003)
- Xena - Principessa guerriera (Xena: Warrior Princess) – serie TV, episodio 5x16 (2000)
- BeastMaster – serie TV, episodio 2x13 (2001)
- Farscape: The Peacekeeper Wars – miniserie TV, 2 puntate (2004)
- Stargate SG-1 – serie TV, 29 episodi (2004-2007)
- The Dresden Files – serie TV, episodio 1x09 (2007)
- Moonlight – serie TV, episodio 1x16 (2008)
- NCIS - Unità anticrimine (NCIS) - serie TV, episodio 7x22 (2010)
- Haven – serie TV, episodi 3x07-3x08 (2012)
- The Originals – serie TV, 6 episodi (2014-2015)
- Containment – serie TV, 13 episodi (2016)
- Roswell, New Mexico – serie TV, episodi 1x08-2x01-2x02 (2019-2020)
- The Nevers – serie TV, episodio 1x06 (2021)

### Doppiatrice
- Kōtetsu tenshi Kurumi – serie TV (1999)
- Farscape: The Game – videogioco (2002)
- Lords of Everquest – videogioco (2003)
- God of War – videogioco (2005)
- Neopets: The Darkest Faerie – videogioco (2005)
- Project Sylpheed – videogioco (2007)
- Crysis – videogioco (2007)
- Uncharted 2: Il covo dei ladri – videogioco (2009)
- Mass Effect 2 – videogioco (2009)
- Dragon Age: Origins – videogioco (2009)
- Uncharted 3: L'inganno di Drake – videogioco (2011)
- Gears of War 3 – videogioco (2011)
- Mass Effect 3 – videogioco (2012)
- Diablo III – videogioco (2012)
- Kingdoms of Amalur: Reckoning – videogioco (2012)
- Destiny – videogioco (2014)
- Dragon Age: Inquisition – videogioco (2014)
- La Terra di Mezzo: L'ombra di Mordor – videogioco (2014)
- Rick and Morty – serie animata, episodio 1x07-4x03 (2014, 2019)
- Call of Duty: Infinite Warfare – videogioco (2016)
- Gears of War 4 – videogioco (2016)
- Destiny 2 – videogioco (2017)
- Uncharted: L'eredità perduta – videogioco (2017)
- Wolfenstein II: The New Colossus – videogioco (2017)
- Final Space – serie animata, 18 episodi (2019-2021)
- Forspoken – videogioco (2023)
- Transformers: EarthSpark – serie animata, 4 episodi (2024)
- Dragon Age: The Veilguard – videogioco (2024)

## Premi
- 2007 - The Constellation Awards, Migliore Attrice nel 2006 nell'episodio della serie di fantascienza: Stargate SG-1

## Doppiatrici italiane
Nelle versioni in italiano dei suoi lavori, Claudia Black è stata doppiata da:
- Serena Verdirosi in Stargate - L'arca della verità
- Francesca Fiorentini in Pitch Black
- Laura Boccanera in Containment
- Ilaria Latini in The Originals
- Roberta Paladini in Roswell, New Mexico
- Emanuela Rossi in The Nevers

Come doppiatrice è stata sostituita da:
- Aglaia Zannetti in Uncharted 2: Il covo dei ladri, Uncharted 3: L'inganno di Drake, Uncharted: L'eredità perduta
- Lorella De Luca in Gears of War 3, Diablo III, Gears of War 4
- Simona Biasetti in Mass Effect 2, Mass Effect 3
- Elisabetta Cesone in God of War
- Renata Bertolas in Crysis
- Elda Olivieri in Call of Duty: Infinite Warfare